# 安妮格雷特·克兰普-卡伦鲍尔
安妮格雷特·克兰普-卡伦鲍尔（德語：Annegret Kramp-Karrenbauer，發音：[ˈanəɡʁeːt ˈkʁamp ˈkaʁənˌbaʊɐ]；1962年8月9日—），德国女性政治人物，弗尔克林根人，前德国基督教民主联盟黨魁及国防部长。

## 生平
1962年，生于萨尔兰州萨尔布吕肯县弗尔克林根。
從1998年3月到1998年大選之後，她是德國聯邦議院議員；從1999年9月萨尔兰州的州選舉到2018年3月，她是萨尔兰州議會議員。卡伦鲍尔在2000年至2011年間為萨尔兰州州长彼得·穆勒（CDU）領導下的部长（內政，教育，社會事務）。她於2011年8月至2018年2月擔任萨尔兰州州长，並於2011年6月至2018年10月擔任基民盟萨尔兰州領袖。自2018年2月起擔任基民盟秘書長。
2018年，接任德國基督教民主聯盟的秘書長。

## 基督教民主聯盟黨領袖及国防部长
在2018年12月7日和8日的基民盟黨代表大會上，克兰普-卡伦鲍尔被基督教民主聯盟薩爾蘭州執行委員會和聯邦執行委員會婦女聯盟一致提名為基民盟黨領袖候選人並被選為黨主席。
2019年7月，接替已当选为新一任欧盟委员会主席的乌尔苏拉·冯德莱恩，出任德国国防部长。
卡伦鲍尔曾被外界视作现任总理安格拉·默克尔的可能继任者之一。直至2020年2月，卡伦鲍尔由於未能阻止該黨在圖林根州的分部拉攏極右翼的德國另類選擇於州长選舉共同推舉德國自由民主黨在該州執政，為此宣佈不會角逐2021年舉行的聯邦議院總理選舉，並辭去基民盟黨主席一職。

## 荣誉
- 旭日重光章（日本，2023年11月3日公布[6]）